# Morpholeria monticola
Morpholeria monticola är en tvåvingeart som beskrevs av Gorodkov 1970. Morpholeria monticola ingår i släktet Morpholeria och familjen myllflugor. Inga underarter finns listade i Catalogue of Life.